# Park Se-young
Park Se-young (hangeul: 박세영; Seul, 30 luglio 1988) è un'attrice sudcoreana.

## Biografia
Park Se-young debuttò come attrice nel 2011, mentre ancora studiava cinema alla Sangmyung University, e iniziò ad attirare l'attenzione apparendo nel video musicale del brano Know Your Name (Acoustic) di Jay Park. Seguirono alcuni ruoli di supporto in diversi drama, finché nel 2013 non ottenne la prima parte da protagonista in Jiseong-imyeon gamcheon. Lo stesso anno presentò il programma Music Bank dal 13 aprile all'11 ottobre e registrò il brano Shall We Dance con gli Standing Egg per The Rainbowbridge Project PT.1. Nel 2014 apparve nel varietà Uri gyeolhonhaess-eo-yo dagli episodi 72 al 106 insieme a Wooyoung, con cui incise il brano Two Hands Clasped, pubblicato il 9 giugno; seguirono un altro ruolo principale in Gibun joh-eunnal e due film. Partecipò anche all'album The Artist Diary Project PT.8 degli Standing Egg, cantando con loro la canzone Lean of Me.

## Filmografia

### Cinema
- Fashion wang (패션왕), regia di Oh Ki-hwan (2014)
- Go-yang-i jangnyesik (고양이 장례식), regia di Lee Jong-hoon (2015)

### Televisione
- Nae-ir-i omyeon (내일이 오면) – serie TV (2011-2012)
- Jeokdo-ui namja (적도의 남자) – serie TV (2012)
- Sarangbi (사랑비) – serie TV (2012)
- Sin-ui (신의) – serie TV (2012)
- Hakgyo 2013 (학교 2013) – serie TV (2012-2013)
- I-utjip kkonminam (이웃집 꽃미남) – serie TV, episodio 1x16 (2013) – cameo
- Jiseong-imyeon gamcheon (지성이면 감천) – serie TV (2013)
- Gibun joh-eunnal (기분 좋은날) – serie TV (2014)
- Nae ttal, Geum Sa-wol (내 딸, 금사월) – serie TV (2015-2016)
- Yungnyong-i nareusya (육룡이 나르샤) – serie TV (2015-2016)
- Beautiful Mind (뷰티풀 마인드) – serie TV (2016)
- Gwissongmal (귓속말) – serie TV (2017)
- Donkkot (돈꽃) – serie TV (2017)

## Videografia
- 2012 – Know Your Name (Acoustic), brano di Jay Park

## Riconoscimenti
| Anno | Premio               | Categoria                                                   | Opera nominata            | Risultato       |
| ---- | -------------------- | ----------------------------------------------------------- | ------------------------- | --------------- |
| 2012 | KBS Drama Awards     | Miglior nuova attrice                                       | Sarangbi, Jeokdo-ui namja | Candidato/a     |
| 2012 | SBS Drama Awards     | Premio nuova stella                                         | Sin-ui                    | Vincitore/trice |
| 2013 | Baeksang Arts Awards | Miglior nuova attrice (TV)                                  | Sin-ui                    | Candidato/a     |
| 2013 | KBS Drama Awards     | Miglior nuova attrice                                       | Jiseong-imyeon gamcheon   | Candidato/a     |
| 2013 | KBS Drama Awards     | Premio all'eccellenza, attrice in un drama giornaliero      | Jiseong-imyeon gamcheon   | Candidato/a     |
| 2014 | SBS Drama Awards     | Premio alla massima eccellenza, attrice in un drama seriale | Gibun joh-eunnal          | Candidato/a     |
| 2015 | MBC Drama Award      | Miglior nuova attrice in un progetto di drama speciale      | Nae ttal, Geum Sa-wol     | Candidato/a     |
| 2016 | Korea Drama Awards   | Premio all'eccellenza, attrice                              | Nae ttal, Geum Sa-wol     | Vincitore/trice |